# Mogneneins
Mogneneins är en kommun i departementet Ain i regionen Auvergne-Rhône-Alpes i östra Frankrike. Kommunen ligger  i kantonen Thoissey som ligger i arrondissementet Bourg-en-Bresse. Kommunens areal är 8,57 km². År 2022 hade Mogneneins 824 invånare.

## Befolkningsutveckling
Antalet invånare i kommunen Mogneneins
Referens: INSEE